# Замбийско-турецкие отношения
Замбийско-турецкие отношения — двусторонние дипломатические отношения между Замбией и Турцией.

## Дипломатические отношения
Замбия провозгласила свою независимость 24 октября 1964 года. Турецкое правительство аккредитовало своё посольство в Найроби, открытое 30 марта 1968 года, в Замбии. С 1994 по 2011 год посольство Турции в Претории было аккредитовано в Замбии.
Отношения между Турцией и Замбией приобрели импульс после открытия посольства Турции в Лусаке в 2011 году и посольства Замбии в Анкаре в 2013 году.
У Турции были налажены прекрасные отношения с Замбией при её первом президенте Кеннете Каунде. В Турции им восхищались за его противодействие колониализму и расизму. Как передовое государство в борьбе за Родезию за достижение господства большинства (Зимбабве), Замбия сотрудничала с Турцией в противодействии апартеиду в Южно-Африканской Республике (ЮАР).
Британское эмбарго на родезийские нефтепродукты привело к краху экономики Замбии, поскольку 95 % всего замбийского импорта и экспорта приходилось на родезийские железные дороги. В 1966 году Турция вместе с Канадой, Великобританией и США отреагировала на нехватку нефтепродуктов в Замбии, доставляя топливо по воздуху до тех пор, пока в августе 1968 года не был завершён нефтепровод между Танзанией и Замбией.
После избрания Фредерика Чилубы в Замбии двусторонние отношения охладились из-за безудержной коррупции, в которой и участвовал Фредерик Чилуба. 4 мая 2007 года британский суд признал его виновным в краже 46 млн $.

## Визиты
До 2018 года визиты из Турции в Замбию не осуществлялись на президентском и министерском уровнях.
8—10 июля 2018 года президент Замбии Эдгар Лунгу посетил Турцию для участия в церемонии инаугурации президента Турции Реджепа Тайип Эрдогана. 4—10 июля 2018 года министр иностранных дел Замбии Джозеф Маланджи посетил Турцию в рамках подготовки к визиту президента Лунгу и его сопровождения.
28 июля 2018 года президент Турции Реджеп Тайип Эрдоган посетил с официальным визитом Замбию. Этот визит стал первым визитом президента Турции в Замбию. По случаю этого визита было подписано 12 соглашений в различных областях. В ходе визита президент Турции Эрдоган объявил, что прямые рейсы Turkish Airlines в Лусаку будут открыты в декабре 2018 года. В рамках этого первая экспедиция прошла 14 декабря 2018 года. В ходе визита Совет по внешнеэкономическим связям Турции (DEİK) с участием турецких и замбийских предпринимателей и представителей соответствующих учреждений организовал круглый стол. Второй раунд политических консультаций между Турцией и министерством иностранных дел Замбии прошёл 10 сентября 2018 года в Анкаре.

## Экономические отношения
Объём торговли между двумя странами в 2019 году составил 23,7 млн $ (экспорт/импорт Турции: 17,8/5,9 млн $). С 14 декабря 2018 года осуществляются прямые рейсы из Стамбула в Лусаку.
Две страны тесно сотрудничают на техническом уровне в таких областях, как сельское хозяйство, туризм, здравоохранение, инфраструктура, жильё. Турция вносит свой вклад в повестку дня развития Замбии в рамках наращивания потенциала и институционального строительства в соответствии с 7-м Национальным планом развития страны (2017—2021 годы).
Основными товарами, импортируемыми турецкими компаниями из Замбии, являются медь и медные изделия. Поскольку около 75 % иморта Турции зависит от медной руды, глобальные колебания цен на медь играют решающую роль в двусторонней торговле. Основываясь на медной руде, турецкие импортные товары включают кобальтовые маты и другие промежуточные продукты, необработанные порошки кобальта, очищенную катодную медь и катодные фракции, очищенную медную проволоку и ферромарганец.
Основными товарами, экспортируемыми турецкими компаниями в Замбию, являются машины и устройства, инструменты и детали, изделия из чугуна или стали, электрические машины и приборы, а также запасные части к ним. С другой стороны, текстильные изделия (ковры, одежда и прочее), мебель, кондитерские изделия, продукты питания, содержащие шоколад и какао, также экспортируются на рынок Замбии.
15 декабря 2011 было подписано Соглашение о торгово-экономическом сотрудничестве, учреждающее механизм Совместной экономической комиссии (KEK). Первое собрание KEK прошло в Лусаке 12—13 февраля 2020 года. Совет по внешнеэкономическим связям Турции и Агентство развития Замбии согласовали создание Турецко-Замбийского делового совета на основании Меморандума о взаимопонимании, который они подписали в 2016 году. Своё первое собрание деловой совет провёл 20 июня 2018 года в Лусаке. По этому случаю турецкие фирмы, посещающие Замбию, также провели первую встречу B2B.
Турция оказывает помощь развитию Замбии в различных областях через Турецкое агентство по сотрудничеству и координации (TİKA).
С 14 декабря 2018 года Turkish Airlines выполняет рейсы между Стамбулом и Лусакой.
С 1992 года правительство Турции предоставляет стипендии замбийским студентам по программе «Türkiye Scholarships».

## Визовая политика
Обычные паспорта Турции подлежат получению визы для посещения Замбии. Владельцы обычных паспортов могут получить однократную визу со сроком проживания до 30 дней для поездок в туристических или деловых целях на пограничных переходах. Владельцы дипломатических, служебных и специальных паспортов также нуждаются в визе. Владельцы дипломатических паспортов могут получить визу на границе.
Международное свидетельство о вакцинации требуется от пассажиров старше 9 месяцев, прибывающих из любого региона страны с жёлтой лихорадкой, а также от пассажиров, транзит которых через аэропорт страны с болезнью жёлтой лихорадки занимает более 12 часов.

## Дипломатические представительства
Посольство Турции в Лусаке открылось в 2011 году, а посольство Замбии в Анкаре открылось в 2013 году. Посольство Турции в Лусаке аккредитовано при Малави и Общем рынке Восточной и Южной Африки (COMESA).